# Nix v. Hedden
Nix v. Hedden var ett fall, där USA:s högsta domstol avgjorde, om tomaten skulle gälla som en frukt eller en grönsak under Tariff Act of 1883, då det bara skulle betalas skatt på importerade grönsaker och inte frukter. Med stöd av den "allmänna" uppfattningen, beslutade domstolen att tomaten är en grönsak, även om det botaniskt sett är en frukt.